# Biografielijst Dg

## Dge
- Alexandre Dgebuadze (1971), Georgisch-Belgisch schaker